# Hutyn Tomnatyk
Hutyn Tomnatyk (ukr. Гутин Томнатик) – szczyt o wysokości 2016 m n.p.m. znajdujący się w środkowej części pasma Czarnohory na Ukrainie. Wznosi się w bocznym grzbiecie, odchodzącym w kierunku południowym od grzbietu głównego niedaleko Rebry (Ребра, 2001 m), przy dawnym słupku granicznym nr 28. Po wschodniej stronie szczytu znajduje się kocioł z najwyżej położonym jeziorkiem ukraińskim – stawem Brebeneskuł (оз. Бребенескул, 1801 m). Zbocza południowe (Połonina Brebeneska, Полонина Бребенеська) opadają do doliny potoku Brebeneskuł. Różnica wysokości z otoczeniem wynosi 700–800 m.
W okresie międzywojennym wznoszący się po zakarpackiej stronie Czarnohory Hutyn Tomnatyk znajdował się w całości na terytorium Czechosłowacji. Nazwa szczytu pochodzi od rumuńskiego słowa tomnatic – "jesienny", co sugeruje, że o tej porze roku góra była niegdyś wypasana.
Od roku 1993 góra objęta jest ochroną w ramach Karpackiego Rezerwatu Biosfery. Na wierzchołek prowadzi od głównego grzbietu Czarnohory szlak turystyczny.